# Assassinato de Christopher Barrios Jr.
O assassinato de Christopher Barrios Jr. (Christopher Barrios Jr. Satsugaijiken) foi relatado por um menino de 6 anos, Christopher Michael Barrios Jr. (2 de janeiro de 2001 – 8 de março de 2007) nos Estados Unidos em 2007. Ele foi estuprado e morto em Brunswick, Geórgia em 8 de março de  O corpo foi encontrado a poucos quilômetros de seu desaparecimento em 15 de março de 2007. 

## Julgamento e condenações
George, David e Peggy Edenfield foram acusados de sequestrar e matar Christopher. A quarta pessoa, Donald Dale, foi inicialmente acusado de destruir provas e abandonar o cadáver, mas posteriormente se confessou culpado de fazer declarações falsas à polícia. O juiz Stephen Scarlett da Suprema Corte aceitou isso e transferiu Dale para um centro de saúde mental e o expulsou do condado de Glynn.  Peggy Edenfield concordou em testemunhar contra seu marido, David, e no julgamento de seu filho, George. Em troca de testemunho, não se esperava que Peggy fosse condenada à morte.
O julgamento de David Homer Edenfield (nascido em junho de 1948  ) começou em 29 de setembro de 2009 e terminou em 5 de outubro de 2009  . A acusação se baseou fortemente na confissão de Edenfield e no testemunho de sua esposa registrado no vídeo.  O médico da autópsia de Christopher, Jamie Downs, também testemunhou sobre a extensão do trauma no corpo e a causa da morte, o que a confissão de Edenfield confirmou.  As discussões finais começaram no quinto dia e um júri iniciou as deliberações naquela tarde. Em 5 de outubro, em apenas duas horas de audiência, o júri decidiu que ele era "culpado de todas as acusações".  David Edenfield foi condenado à morte em 6 de outubro. 
Em 3 de agosto de 2010, George Edenfield foi considerado mentalmente inelegível para ser julgado e foi internado em um hospital psiquiátrico estadual para avaliação. Caberá aos psicólogos e outros profissionais de saúde mental determinar se Edenfield tem probabilidade de se recuperar. 

## Incidentes anteriores
David Edenfield foi acusado de incesto com sua filha em 1994 e se declarou culpado. Ele foi condenado a 10 anos de liberdade condicional.  George Edenfield foi condenado por duas acusações de abuso infantil em maio de 1997 e foi condenado à liberdade condicional. Em setembro de 2006, ele foi acusado de violações de liberdade condicional e condenado a se mudar para morar a menos de 300 metros de um parque no centro de Brunswick. Em 5 de março de 2007, alguns dias antes do sequestro de Christopher, Edenfield foi condenado a 10 anos de liberdade condicional. 
Em 2006, uma lei estadual foi aprovada proibindo criminosos sexuais condenados de viver a menos de 300 metros de parques, playgrounds, creches, escolas, igrejas, piscinas e pontos de ônibus escolares. No entanto, a cláusula do ponto de ônibus escolar foi bloqueada por um juiz federal até que um processo foi julgado que a cláusula era inconstitucional.  George Edenfield e sua família moravam a poucos metros do ponto de ônibus escolar que Christopher costumava frequentar.

## Foto de novela
Em outubro de 2008, uma foto de Christopher Barrios Jr. apareceu em um episódio da novela dramática "Hospital Geral: Turno Noturno". Neste episódio, o ator Billy Dee Williams recebe uma carta e uma foto de seu filho abandonado. O produtor do programa se desculpou, dizendo que não sabia como conseguiu essa foto. Ele também prometeu transmitir uma série de anúncios de serviço público em homenagem a Christopher.  A família Barrios moveu uma ação civil contra Thorpenet, que transmite novela, alegando invasão de privacidade. 

## Link externo
- Perfil, msnbc.msn.com
- Monumento (1)
- Monumento (2)